# Megachile albisecta
M. albisecta là một loài Hymenoptera trong họ Megachilidae. Loài này được Klug mô tả khoa học năm 1817.